# Triticum polonicum
Triticum polonicum, conocido como trigo polaco, es una especie común del cereal Triticum (trigo). Pertenece a los tetraploides debido a su conformación por 28 cromosomas. Según Percival, no se registra la existencia de esta especie hasta mediados del siglo XVII. Se cultivó en España a principios del siglo XIX, en Baleares y León con el nombre de Bona.
Actualmente se siembra en pequeñas áreas de los países mediterráneos, Etiopía, Rusia y en otras regiones de Asia.
- Datos: Q161427
- Multimedia: Triticum turgidum subsp. polonicum / Q161427